# The Society
The Society ist eine US-amerikanische Dramaserie mit Mystery-Elementen, die vom Video-on-Demand-Anbieter Netflix produziert und dort am 10. Mai 2019 veröffentlicht wurde. Die Idee stammt von Christopher Keyser.
Netflix hat die Serie ursprünglich im Juli 2019 verlängert, im August 2020 wurde die Verlängerung jedoch zurückgezogen und die Serie eingestellt. Als Grund wurden Komplikationen in Folge der COVID-19-Pandemie angegeben.

## Handlung
Wegen eines schier unerträglichen Geruchs in der Kleinstadt West Ham werden die Schüler und Schülerinnen der High School vorübergehend mit vier Bussen aus der Stadt evakuiert. Als sie ungeplant schon am selben Abend wieder zurückkehren, finden sie dort jedoch niemanden mehr vor. Eltern, Geschwister und alle anderen Bewohner scheinen wie vom Erdboden verschluckt. Auch Telekommunikation ist nur noch innerhalb der Stadtgrenzen möglich. Außerdem scheint die gesamte Stadt plötzlich von scheinbar endlosem Wald eingeschlossen.
Schnell offenbart sich, dass die Jugendlichen auf sich alleine gestellt sind und neue Regeln für das Zusammenleben aufstellen müssen, um zu überleben.

## Besetzung
Die Synchronisation der Serie wird bei der SDI Media Germany nach einem Dialogbuch und unter der Dialogregie von Irina von Bentheim erstellt.
| Rollenname         | Schauspieler          | Synchronsprecher     | Hauptrolle (Episoden) | Nebenrolle (Folgen)   |
| ------------------ | --------------------- | -------------------- | --------------------- | --------------------- |
| Allie Pressman     | Kathryn Newton        | Marieke Oeffinger    | 1.01–                 |                       |
| Becca Gelb         | Gideon Adlon          | Lisa May-Mitsching   | 1.01–                 |                       |
| Sam Eliot          | Sean Berdy            | Maximilian Artajo    | 1.01–                 |                       |
| Helena Wu          | Natasha Liu Bordizzo  | Nicole Hannak        | 1.01–                 |                       |
| Will LeClair       | Jacques Colimon       | David Turba          | 1.01–                 |                       |
| Elle Tomkins       | Olivia DeJonge        | Lina Rabea Mohr      | 1.01–                 |                       |
| Harry Bingham      | Alex Fitzalan         | Tim Knauer           | 1.01–                 |                       |
| Kelly Aldrich      | Kristine Frøseth      | Daniela Molina       | 1.01–                 |                       |
| Gordie             | Jose Julian           | Marco Eßer           | 1.01–                 |                       |
| Luke Holbrook      | Alexander MacNicoll   | Sebastian Kluckert   | 1.01–                 |                       |
| Campbell Eliot     | Toby Wallace          | Nicolás Artajo       | 1.01–                 |                       |
| Cassandra Pressman | Rachel Keller         | Manja Doering        | 1.01–1.03             |                       |
| Grizz Visser       | Jack Mulhern          | Amadeus Strobl       |                       | 1.01–                 |
| Clark Beecher      | Spencer House         | Patrick Giese        |                       | 1.01–                 |
| Jason Alvarado     | Emilio Garcia-Sanchez | Constantin Lücke     |                       | 1.01–                 |
| Bean               | Salena Qureshi        | Anna Gamburg         |                       | 1.01–                 |
| Gwen Patterson     | Olivia Nikkanen       | Esra Vural           |                       | 1.01–                 |
| Madison Russo      | Kiara Pichardo        | Juliane Schöttler    |                       | 1.01–                 |
| Lexie Pemberton    | Grace Victoria Cox    |                      |                       | 1.01–                 |
| Olivia             | Naomi Oliver          | Romina Langenhan     |                       | 1.01–1.09             |
| Jessica            | Matisse Rose          | Sandrine Mittelstädt |                       | 1.03–                 |
| Erika              | Alicia Crowder        | Jane-Lynn Steinbrunn |                       | 1.02, 1.04, 1.08      |
| Blake              | Benjamin Breault      | Sascha Werginz       |                       | 1.01–                 |
| Mickey             | Damon J. Gillespie    | Philipp Lind         |                       | 1.01–                 |
| Greg Dewey         | Seth Meriwether       | Dirk Petrick         |                       | 1.01–1.06             |
| Gretchen           | Madeline Logan        | Anni C. Salander     |                       | 1.02–1.03, 1.07, 1.10 |
| Karen Bingham      | Anastasia Barzee      | Antje von der Ahe    |                       | 1.01                  |
| Mr. Pfeiffer       | Chaske Spencer        |                      |                       | 1.01, 1.09–1.10       |
| Emily Warner       | Chloe Levine          | Josefine Matthey     |                       | 1.01                  |

## Episodenliste
| Nr. (ges.) | Nr. (St.) | Deutscher Titel         | Originaltitel                 | Regie             | Drehbuch                         |
| --- | --------- | ----------------------- | ----------------------------- | ----------------- | -------------------------------- |
| 1 | 1         | Was ist passiert        | What Happened                 | Marc Webb         | Christopher Keyser               |
| 2 | 2         | Unsere kleine Stadt     | Our Town                      | Marc Webb         | Christopher Keyser               |
| 3 | 3         | Ende der Kindheit       | Childhood’s End               | Tara Nicole Weyr  | Rachel Sydney Alter              |
| 4 | 4         | Tropfen für Tropfen     | Drop by Drop                  | Stacie Passon     | Emily Bensinger                  |
| 5 | 5         | Alles in unseren Händen | Putting on the Clothes        | Haifaa Al Mansour | Anna Fishko & Christopher Keyser |
| 6 | 6         | Gott höchstpersönlich   | Like a F-ing God or Something | Megan Griffiths   | Christopher Keyser & Anna Fishko |
| 7 | 7         | Allies Regeln           | Allie’s Rules                 | Patricia Cardoso  | Qui Nguyen                       |
| 8 | 8         | Gift                    | Poison                        | Rich Lee          | Maile Meloy                      |
| 9 | 9         | Neue Namen              | New Names                     | Brett Simon       | Anna Fishko                      |
| 10 | 10        | Wie es passiert         | How it Happens                | Marc Webb         | Christopher Keyser               |
| Alle Episoden wurden am 10. Mai 2019 sowohl in Originalsprache als auch in deutscher Sprache bei Netflix veröffentlicht. |           |                         |                               |                   |                                  |

## Produktion
Bereits 2013 stellten Christopher Keyser und Marc Webb ihr Serienkonzept dem Kabelsender Showtime vor, der jedoch ablehnte. Am 24. Juli 2018 verkündete Netflix, dass eine Umsetzung der Idee produziert werde. Keyser und Webb fungieren bei der Produktion als Ausführende Produzenten. Weiterhin führte Webb in den Episoden 1, 2 und 10 Regie, während Keyser in diesen das Drehbuch schrieb.
Casting

Bei der Ankündigung von Netflix, eine Serie auf Basis der Idee produzieren zu wollen, wurde bekannt, dass Kathryn Newton eine Hauptrolle übernehmen sollte. Im November 2018 wurden Rachel Keller, Gideon Adlon, Jacques Colimon, Olivia DeJonge, Alex Fitzalan, Kristine Frøseth, Jose Julian, Natasha Liu Bordizzo, Alex MacNicoll, Jack Mulhern, Salena Qureshi, Grace Victoria Cox, Sean Berdy und Toby Wallace als weitere Schauspieler vorgestellt.
Dreharbeiten

Die Dreharbeiten zur ersten Staffel fanden von Juli bis November 2018 in Lancaster im US-Bundesstaat Massachusetts statt. Die Serie wurde in 4K mit HDR gedreht.

## Rezeption
Die Serie erhielt überwiegend positive Bewertungen. Auf der Kritikseite Rotten Tomatoes erreicht sie eine Bewertung von 86 Prozent bei 37 Reviews und eine durchschnittliche Bewertung von 7,30/10 Punkten.
Auf Metacritic erhielt die Serie eine Bewertung von 66/100.
Oliver Jungen vergleicht The Society in der FAZ mit früheren Serien wie Lost, The 100 und Wayward Pines, hebt aber deutlich hervor, dass bei The Society das Mysterium nicht im Vordergrund stehe und sich die Serie daher von den genannten unterscheide: „Die neueste Herr der Fliegen-Adaption auf Netflix stellt abermals die übergroße Frage nach den Grundsätzen der Gesellschaft. Womit die Serie aber besticht, sind Emotionen und Spannung.“